# Adelheid von Vilich

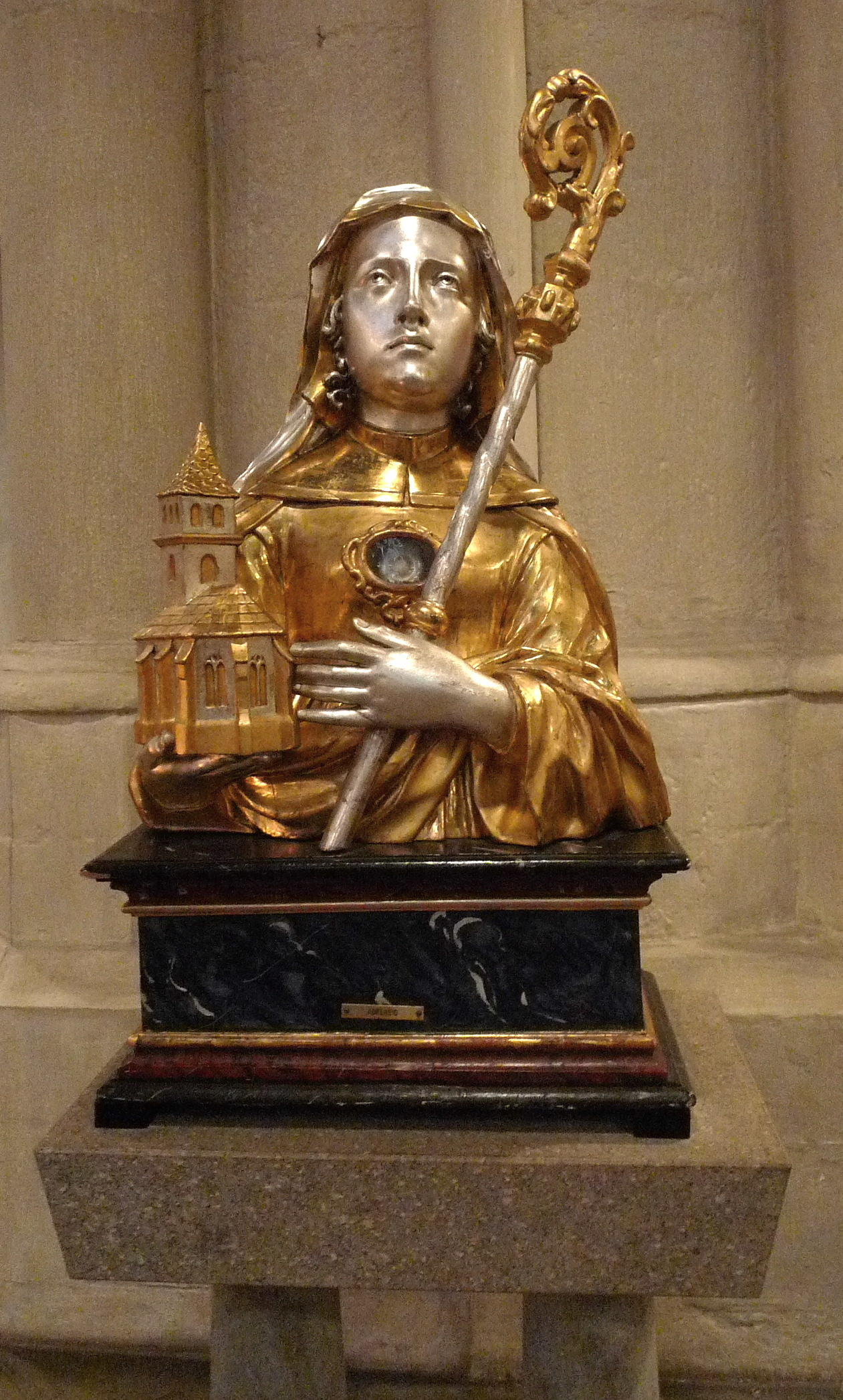
Adelheidis-Büste in St. Peter

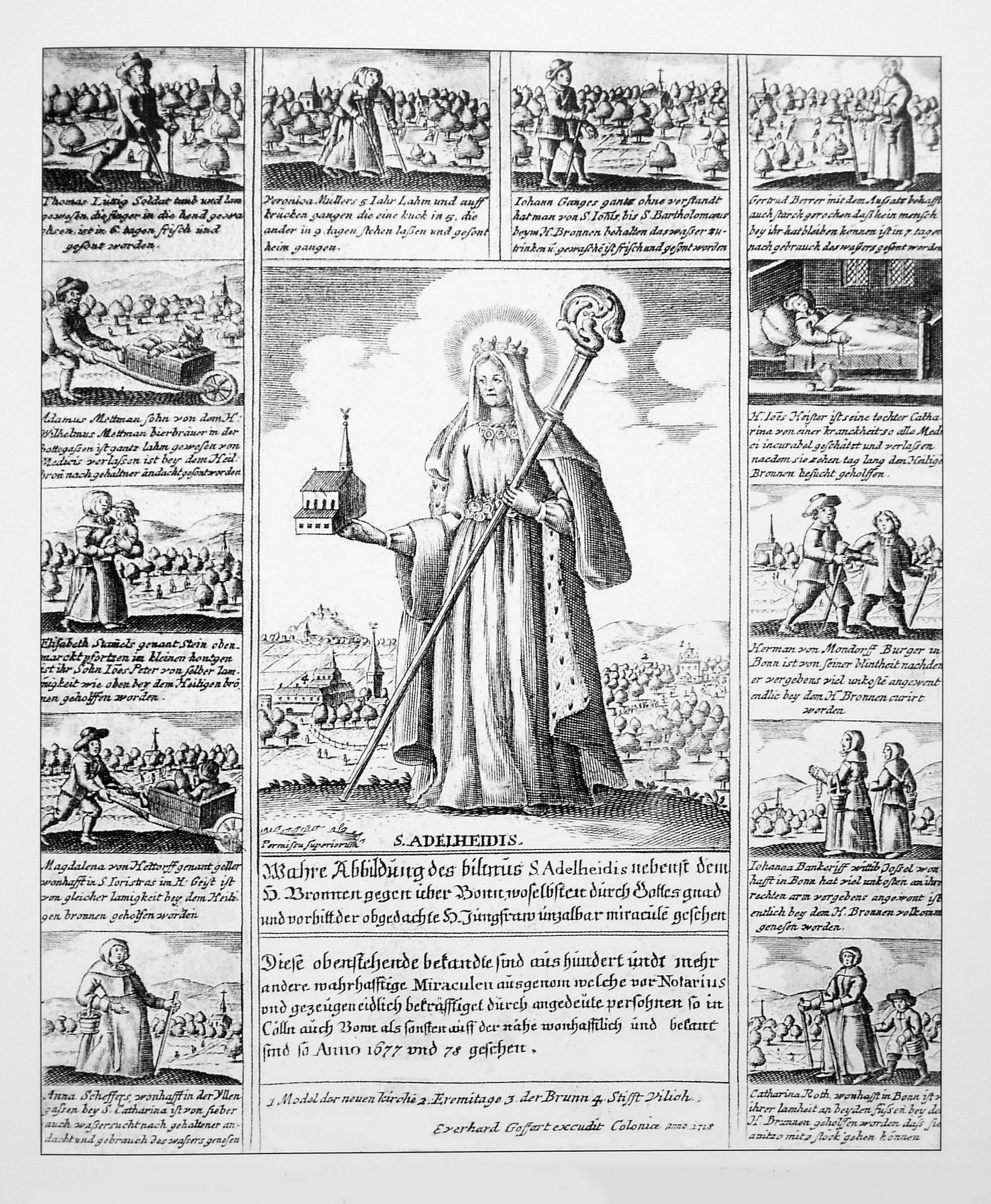
Adelheid und einige ihrer Wunder auf einem Pilgerblatt aus dem 18. Jahrhundert

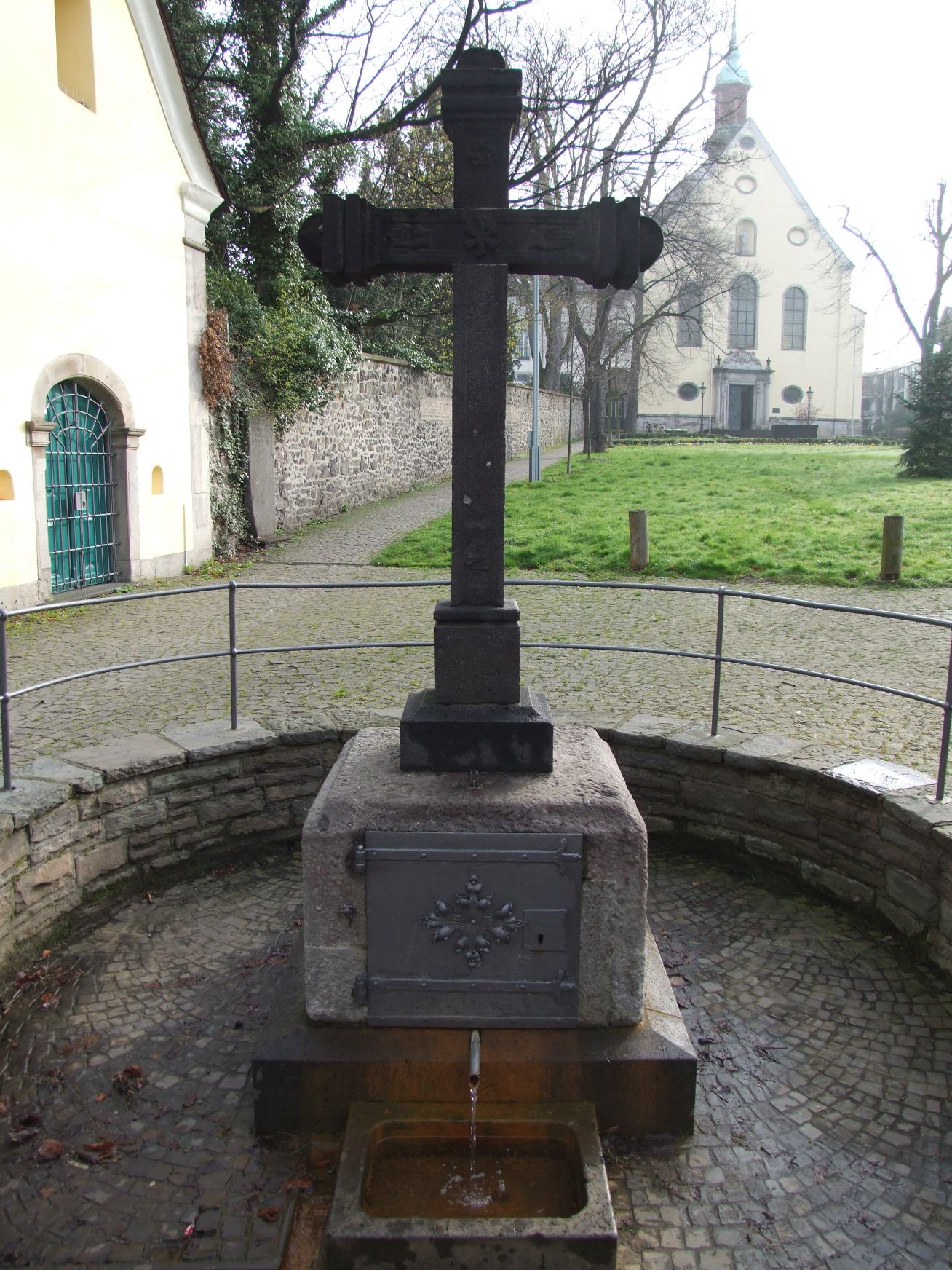
Adelheidis-Brunnen in Pützchen

Adelheid von Vilich (lat. Adelheidis, * ca. 970; † 5. Februar 1015 (?) in Köln) war die erste Äbtissin der Abtei Vilich bei Bonn. Die Abtei wurde von ihren Eltern, Megingoz von Geldern und seiner Gattin Gerberga, im Jahr 978 gegründet.
Die wichtigste Quelle zu Adelheid von Vilich ist die „Vita Adelheidis“, ca. 1057 in lateinischer Reimprosa verfasst von Bertha von Vilich, die nach eigenen Angaben auf Erinnerungen von Adelheids Kammerfrau sowie einiger ihrer Mitschwestern zurückgriff.
Anlässlich ihres Gedenktags am 5. Februar wird „Dohlenbrot“ gebacken, das an ihre Armenspeisung erinnert.

## Leben
Adelheid war die Tochter des „Grafen“ – so nur bezeichnet in der Heiligenvita Adelheids – Megingoz von Geldern und Gerberga, die mit dem Königshaus verwandt war. Gerbergas Vater war der lothringische Pfalzgraf Gottfried, dessen Bruder Wichfrid war Erzbischof von Köln. Über ihren Vater war Gerberga mit König Heinrich I. verwandt, über ihre Mutter mit dem westfränkischen König Karl III. Megingoz und Gerberga hatten insgesamt fünf Kinder, einen Sohn und vier Töchter, von denen Adelheid die jüngste war. Zwei der Töchter (Irmintrud und Alverad) wurden verheiratet; Irmintrud war die Großmutter Heinrichs II. von Luxemburg, der später Herzog Heinrich VII. von Bayern war, sowie des Bischofs Adalbero III. von Metz und des Herzogs Friedrich II. von Niederlothringen. Die dritte Tochter, Bertrada, war Äbtissin im Kölner Stift St. Maria im Kapitol. Der Sohn, Gottfried, fiel 976/77 im Feldzug Kaiser Ottos II. nach Böhmen, sein Leichnam wurde in die Heimat überführt.
Adelheid wurde zur Erziehung in das Kloster St. Ursula in Köln geschickt. Dort wurde sie in den Fächern Philosophie, Arithmetik, Geometrie, Astronomie, Musik und Theologie unterrichtet. Später trat sie in das Kloster ein, wurde allerdings von ihrer Mutter aus ihrer Pflicht erlöst, um als Äbtissin am von den Eltern neu gegründeten Stift eingesetzt zu werden.
Nach dem Tod ihres Bruders Gottfried wurde dessen Erbanteil für die Gründung des Stifts Vilich und den Bau der Stiftskirche verwendet, um dadurch Gott als Erben einzusetzen, da die Eltern das Verlangen verspürten, „dem himmlischen Vaterland [entgegenzustreben], von dem sie wussten, dass es, weil es kein Ende habe, niemals untergehen könne“. Sie argumentierten, dass ihr Sohn durch seinen Tod sein Erbe bereits im Himmel erlangt habe, „ein besseres Erbe im Vergleich zu dem, welches er von einem vorzeitigen ereilt, in diesem Tal der Tränen entbehren musste.“ Während der Vater Megingoz sich um seine Ländereien kümmerte, widmete sich die Mutter Gerberga dem Bau des Stifts, das unter den besonderen Schutz des Kaisers und des Papstes gestellt wurde. 987 verlieh Otto III. dem Kloster gleiche Privilegien wie den Reichsklöstern Quedlinburg, Gandersheim und Essen. Äbtissin wurde Adelheid, die von ihren Eltern durch den Tausch gegen Landbesitz aus den Verpflichtungen des Klosters St. Ursula entlassen wurde. Die klösterliche Gemeinschaft gründete hier eine Klosterschule. So oft wie möglich besuchte Adelheid der Vita zufolge selbst den Unterricht und überzeugte sich vom Fortschritt der Schülerinnen. Welche Blüte diese Schule erreichte, belegt die 1057 von der Schülerin Bertha in lateinischer Reimprosa verfasste „Vita Adelheidis“.
Nach dem Tod ihrer Schwester Bertrada wurde Adelheid um 1002 zudem Äbtissin von St. Maria im Kapitol in Köln und könnte in diesem Zusammenhang auch die Benediktsregel eingeführt und das Stift somit in ein Kloster umgewandelt haben. Später soll Adelheid eine enge Ratgeberin des Kölner Erzbischofs Heribert gewesen sein.
Adelheid war eine Wohltäterin für die Armen und Notleidenden. Ihre Vita berichtet, dass sie zur Zeit einer furchtbaren Dürre Gaben an die hungernde Bevölkerung von Vilich verteilte. Zudem flehte sie um Wasser und stach mit ihrem Stab in den Boden, worauf an dieser Stelle ein Wasserstrahl emporschoss. Der Ort, an dem dieses Wunder geschehen sein soll, ist heute als Adelheidis-Brunnen in Pützchen gefasst. Der Name des heutigen Bonner Vorortes leitet sich dementsprechend vom rheinischen „Pütz“ für „Brunnen“ ab. Das Quellwasser gilt als Heilmittel gegen Augenkrankheiten.

## Wirkung
Bis heute gibt es eine Adelheidis-Wallfahrt nach Pützchen. Zum Ziel der Wallfahrt gehört vor allem der Adelheidis-Brunnen, dessen Entspringen auf ein Wunder durch die Äbtissin zurückgeführt wird. Die jährlich in Pützchen-Bechlinghoven stattfindende Großkirmes „Pützchens Markt“ ging aus ebenjener Wallfahrt hervor.
Wegen ihrer Bedeutung als Wohltäterin der Armen sind Adelheids Attribute Stab und Weinkrug, manchmal auch Stab und Brot. Sie ist Patronin gegen Augenleiden. Dies geht wie das Entspringen des Brunnens auf ein Wunder kurz nach ihrem Tod zurück. Der Vita zufolge stürzte ein Blinder vor dem Grab Adelheids. Als er sich aufgerichtet hatte, erlangte er seine Sehkraft zurück.
Ihre Gebeine waren ursprünglich in der Stiftskirche von Vilich beigesetzt, gingen jedoch im Truchsessischen Krieg verloren. Der spätgotische Sarkophag im südlichen Seitenschiff der Kirche ist leer. Einzelne Reliquien sind jedoch noch vorhanden und werden alljährlich am Adelheidisfest, das jedes Jahr um den 5. Februar, ihrem Gedenktag, gefeiert wird, ausgestellt.

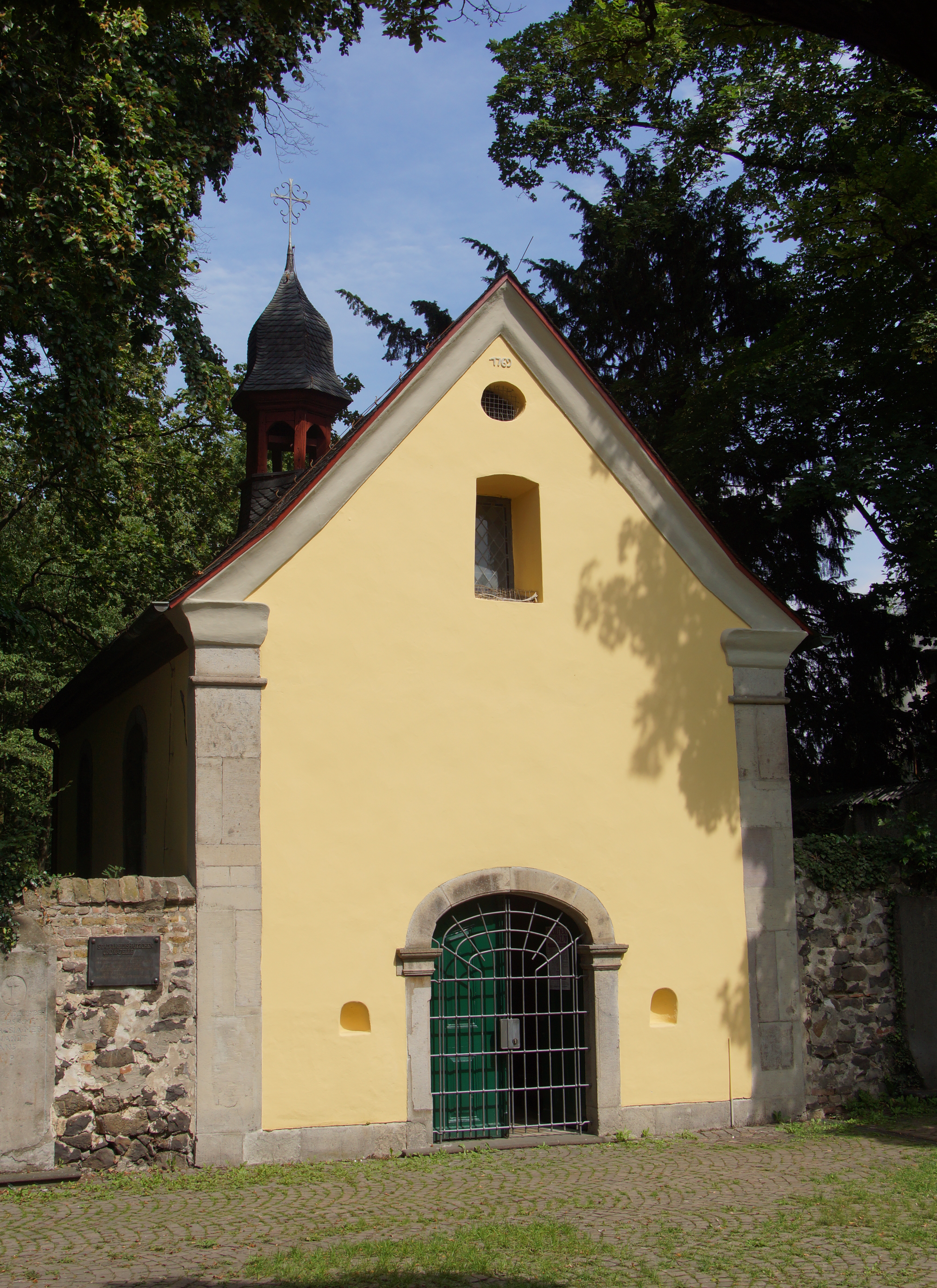
Adelheidiskapelle in Pützchen

In den Bonner Stadtteilen Vilich und Pützchen sind ihr das Herz-Jesu-Kloster St. Adelheid sowie das St.-Adelheidis-Stift, heute ein Seniorenhaus, gewidmet, ebenso eine Grundschule und das katholische Mädchengymnasium Sankt-Adelheid-Gymnasium nach ihr benannt; ferner die katholische Pfarr- und Wallfahrtskirche „St. Adelheid am Pützchen“ und die benachbarte Adelheidiskapelle. In Köln trägt die Kirche St. Adelheid (Köln-Neubrück) ihren Namen, in Troisdorf die Pfarrkirche von Müllekoven, in Bonn-Beuel-Küdinghoven der Kindergarten.
Am 27. Januar 1966 hat die römische Ritenkongregation den traditionell bestehenden liturgischen Kult der Äbtissin Adelheid von Vilich anerkannt. Papst Paul VI. hat sie als Heilige bestätigt. Ihr Sterbetag, der 5. Februar, ist heute Gedenktag. 2008 wurde sie von der Ritenkongregation neben Cassius und Florentius zur Bonner Stadtpatronin erhoben.
Am 5. Februar 2015 jährte sich der 1000. Todestag und am 27. Januar 2016 der 50. Jahrestag ihrer Bestätigung als Heilige. Zu den Jubiläen wurde eine Initiative aus den katholischen Gemeinden Sankt Peter in Vilich und Sankt Adelheid am Pützchen gestartet, die die Herausgabe einer Sonderbriefmarke zu Ehren der Stadtpatronin der Bundesstadt Bonn beantragten. Das Vorhaben wurde unterstützt u. a. von Weihbischof Heiner Koch, Oberbürgermeister Jürgen Nimptsch und Stadtdechant Monsignore Wilfried Schumacher.

## Belege
1. 1 2  Vita Adelheidis, übersetzt von Heinz Piesik, Bonn 2003.
2. ↑  Vita Adelheidis, übersetzt von Heinz Piesik, Bonn 2003, Kap. 6, S. 37–38.
3. ↑  Heinz Piesik, Einleitung zur Übersetzung der Vita Adelheidis, Bonn 2003, S. 12.
4. ↑  Vita Adelheidis, übersetzt von Heinz Piesik, Bonn 2003, Kap. 3, S. 26.
5. ↑  Heinz Piesik, Einleitung zur Übersetzung der Vita Adelheidis, Bonn 2003, S. 13.
6. ↑  Vita Adelheidis, übersetzt von Heinz Piesik, Bonn 2003, Kap. 3, S. 26.
7. ↑  Vita Adelheidis, übersetzt von Heinz Piesik, Bonn 2003, Kap. 3, S. 26f.
8. ↑  Zur Umwandlung siehe Helga Giersiepen, Das Kanonissenstift Vilich von seiner Gründung bis zum Ende des 15. Jahrhunderts, Bonn 1993, S. 54–60.
9. ↑  Vita Adelheidis, übersetzt von Heinz Piesik, Bonn 2003, Kap. 6, S. 40f.
10. ↑  Die Vita Adelheidis berichtet nichts von einem Quellwunder. Es ist erst im 17. Jahrhundert schriftlich erwähnt. Die Bezeichnung des Orts „Pützchen“, die erstmals 1367 belegt ist, deutet aber darauf hin, dass die Wundererzählung schon älter ist. Siehe dazu Schlafke, Leben und Verehrung, S. 311f.
11. ↑  Vita Adelheidis, übersetzt von Heinz Piesik, Bonn 2003, Kap. 8, S. 48–49.
12. ↑  Bonner Münster: Bonn feiert Adelheid (Memento vom 19. März 2012 im Internet Archive)
13. ↑  Acta Apostolicae Sedis. 58/66, S. 400–403.
14. ↑  Amato Pietro Frutaz: Confirmationis cultus ab immemorabili tempore praestiti servae Dei Adelheidi Virgini, O.S.B. Abbatissae Monasterii de Vilich Sanctae nuncupatae (1015) positio super casu excepto ex Officio Compilata. Rom 1966.
15. ↑  M. Dörr: „Adelheid von Vilich (970–1015) : 1966 als Heilige offiziell bestätigt!“ in: Pastoralblatt für die Diözesen Aachen, Berlin u. a. 58 2006, S. 57–61.
16. ↑  Bonner General-Anzeiger: „Der OB will eine Adelheid-Sondermarke“

| Personendaten    | Personendaten                             |
| ---------------- | ----------------------------------------- |
| NAME             | Adelheid von Vilich                       |
| ALTERNATIVNAMEN  | Adelheidis                                |
| KURZBESCHREIBUNG | deutsche Äbtissin des Klosters von Vilich |
| GEBURTSDATUM     | um 970                                    |
| STERBEDATUM      | 5. Februar vor 1021                       |
| STERBEORT        | Köln                                      |